# Erwin Bugert
Erwin Bugert (* 13. September 1920 in Viernheim; † 1. November 1999 ebenda) war ein hessischer Politiker (SPD) und Abgeordneter des Hessischen Landtags.

## Ausbildung und Beruf
Erwin Bugert absolvierte autodidaktisch ein Studium der Bautechnik und machte dann an der Abendschule seine Meisterprüfung im Maurerhandwerk.

## Politik
Erwin Bugert trat 1946 in die SPD ein. Seit 1948 war er Mitglied der Viernheimer Stadtverordnetenversammlung. Später war er Mitglied des Magistrats und Erster Beigeordneter. 1975 wurde er zum Bürgermeister der Stadt Viernheim gewählt.  Dieses Amt hatte er bis 1981 inne. Er war weiterhin seit 1956 Mitglied des Kreistags Bergstraße und dort seit 1960 Vorsitzender der SPD-Fraktion.
Dem Landtag gehörte Erwin Bugert vom 1. Dezember 1954 bis zum 30. November 1970 über vier Wahlperioden hinweg an. 1967 bis 1970 war er stellvertretender Vorsitzender der SPD-Landtagsfraktion.
Erwin Bugert war 1959 und 1969 Mitglied der Bundesversammlung.